# Vanbenedenia
Vanbenedenia är ett släkte av kräftdjur som beskrevs av Malm 1860. Vanbenedenia ingår i familjen Lernaeopodidae.
Släktet innehåller bara arten Vanbenedenia kroeyeri.